# Collettore delle Acque Alte
Il collettore delle Acque Alte è un importante canale di bonifica della pianura bolognese, che interessa anche nell'ultimo tratto la provincia di Modena.
Nasce presso Lorenzatico, frazione del comune di San Giovanni in Persiceto, come seguito del canale di scolo  Mascellaro (lungo circa 10,4 km); dapprima si dirige verso ovest per poi deviare bruscamente verso nord, andando a bagnare le pianure persicetane e crevalcoresi, in cui funge anche da canale di raccolta delle acque di scolo dei campi. Dopo un percorso di 23,8 km entra in provincia di Modena, ove cambia il nome in  canale Foscaglia per poi gettarsi nel fiume Panaro nei pressi di Finale Emilia, dopo un percorso di 3,6 km.